# Alpaida natal
Alpaida natal là một loài nhện trong họ Araneidae.
Loài này thuộc chi Alpaida. Alpaida natal được Herbert Walter Levi miêu tả năm 1988.